# Urubamba (tỉnh)
Tỉnh Urubamba (tiếng Tây Ban Nha: Provincia de Urubamba) là một tỉnh thuộc vùng Cusco của Peru. Tỉnh Urubamba có diện tích 1439 km², dân số thời điểm theo điều tra dân số ngày 11 tháng 7 năm 1993 là 48254 người. Tỉnh lỵ đóng ở Urubamba.